# Autostrada A2 (Albania)
Autostrada A2 – autostrada w Albanii łącząca miasta Fier i Wlora. Jest to najkrótsza tego typu trasa szybkiego ruchu w Albanii, której długość wynosi 46,5 km. Ma być częścią Magistrali Adriatyckiej.

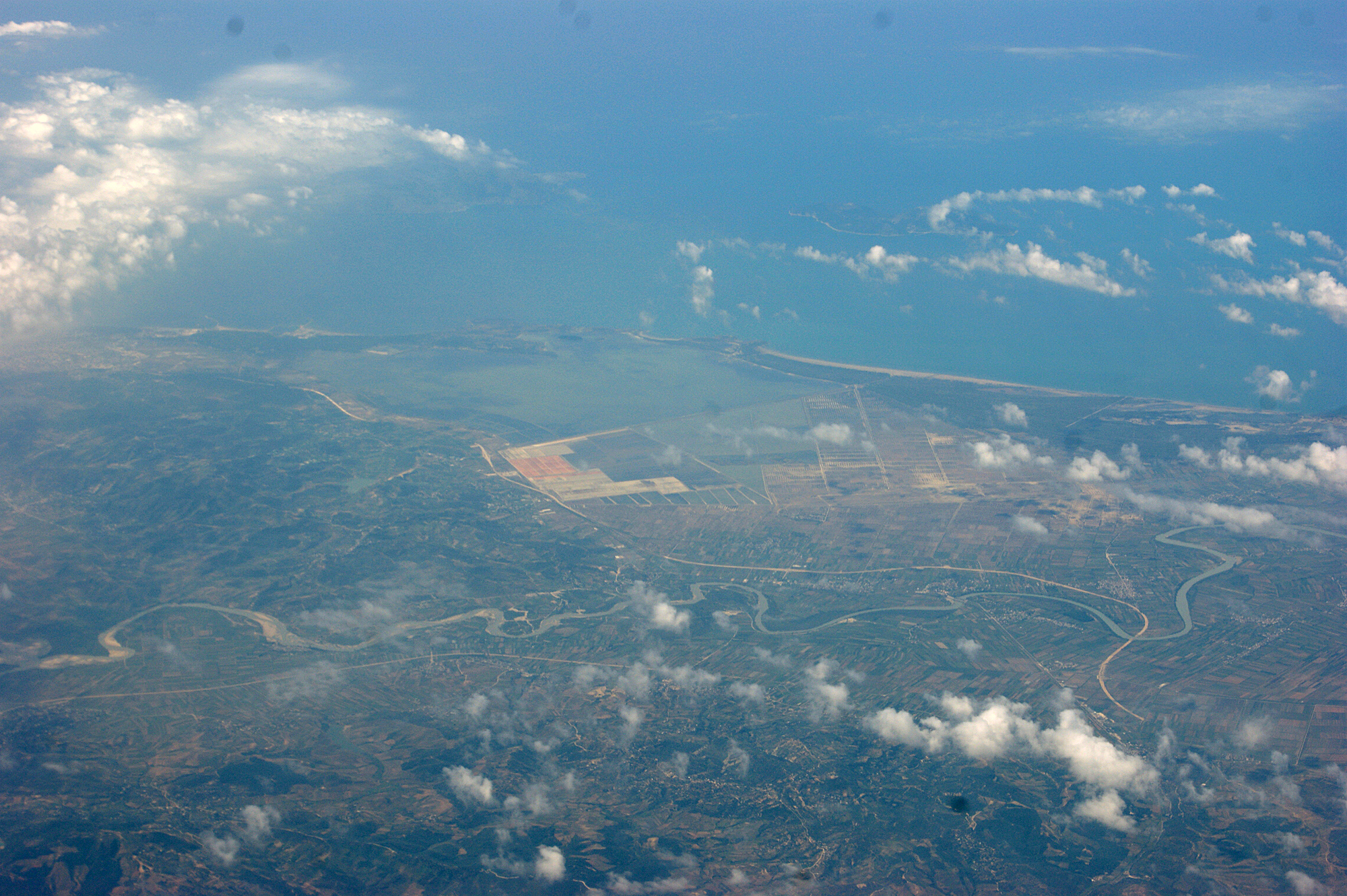
Widok na autostradę A2 z powietrza

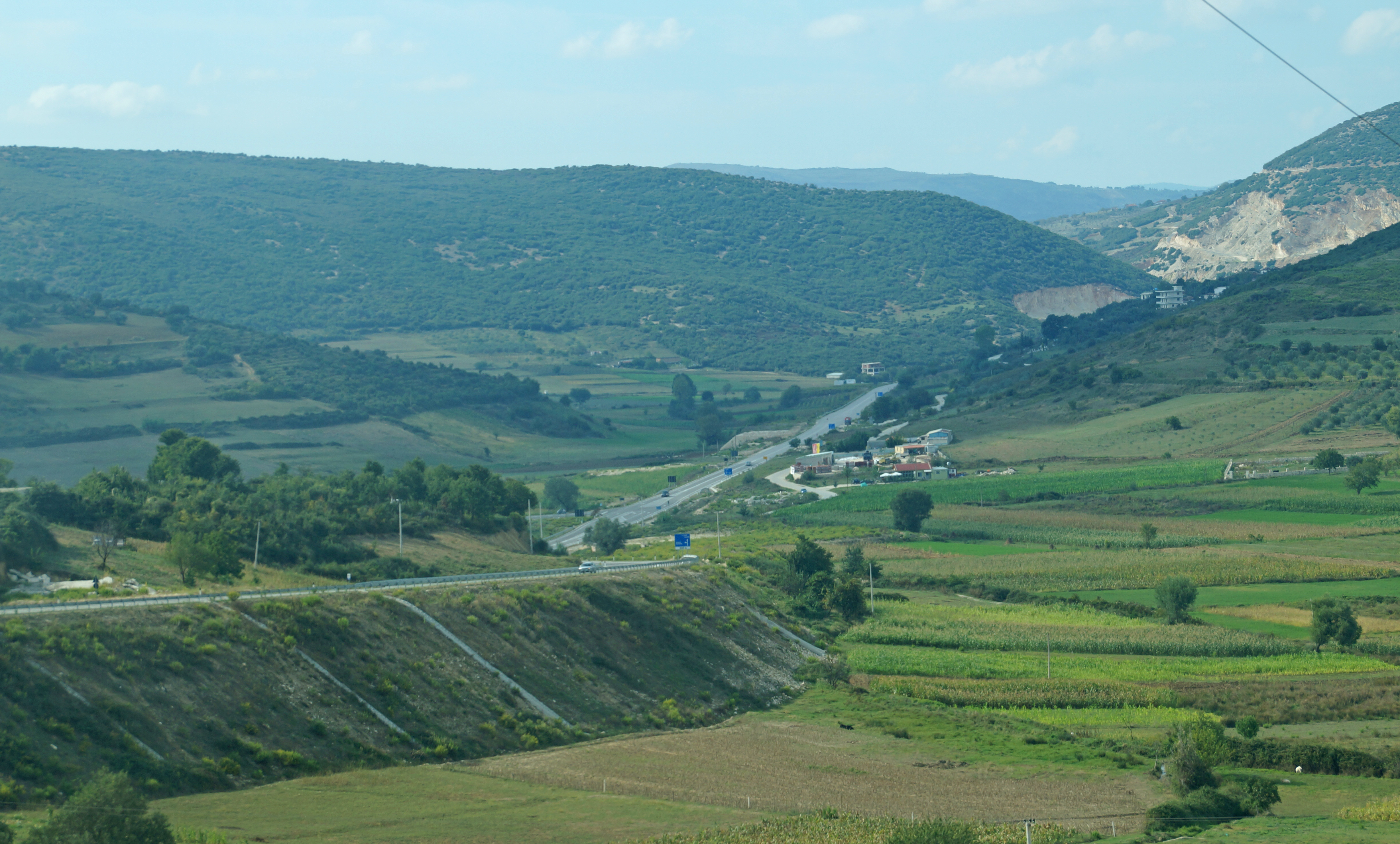
SH4 łącząca się z A2 w Levan